# St. Katharina (Schwäbisch Hall)

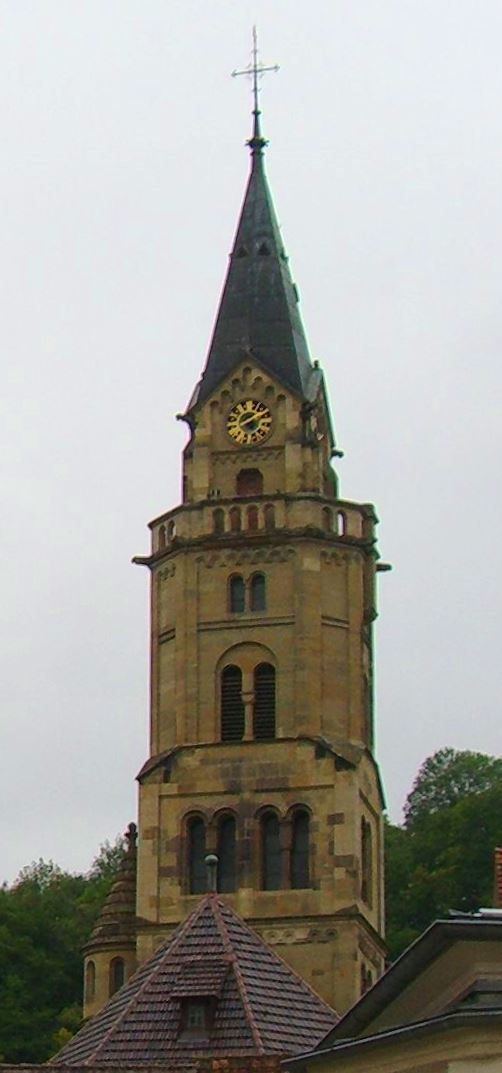
St. Katharina, Kirchturm.

Die Evangelische Stadtpfarrkirche St. Katharina ist ein Sakralbau in Schwäbisch Hall, der sich links des Kochers befindet. Bis 1404 war sie Filiale von Westheim, bis 1526 stand sie unter dem Patronat des Klosters Murrhardt. 1405 wurde sie selbständige Pfarrkirche und kam mit der Reformation 1526 in den Besitz der Stadt Hall.

## Geschichte
Schon um 900 stand am Standort der heutigen Kirche ein flachgedeckter einschiffiger Saalbau mit 3 Apsiden. Die neue Kirche wurde um 1240 von den Freiherren von Westheim gestiftet. Die Ostwand des alten Baus wurde abgerissen, ein Querschiff mit Vierungsturm und halbrunder Apsis m Stil der Spätromanik errichtet. 1343 wurde die Apsis abgerissen und ein gotischer Chor gebaut. Gleichzeitig erhielt das Langhaus ein steileres Dach und große gotische Fenster. Um 1450 entstand der niederländische Hochaltar. Nach der Reformation wurden 1597 Emporen im Chor und Schiff eingebaut. 1570 wurde der Kirchturm mit Fachwerk erhöht, 1727 in massivem Stein mit zwei achteckigen Stockwerken mit Haubendach ausgebaut. 1859 wurden die mittelalterlichen Kunstdenkmäler in der Kirche unter dem Stadtpfarrer Heinrich Merz wiederhergestellt.

St. Katharina kurz vor 1896

Zustand nach Abschluss des Umbaus (1899)

1896 bis 1898 ließ der Stuttgarter Architekt Heinrich Dolmetsch das Langhaus abbrechen und durch ein wesentlich größeres neugotisches Kirchenschiff ersetzen und zwei Sakristeien anbauen. Die beiden unteren, noch aus dem 13. Jahrhundert stammenden Turmgeschosse über der Vierung wurden ebenso wie die beiden darüber liegenden, 1727 aufgesetzten Stockwerke, belassen. Ebenso blieb der gotische Chor unangetastet. Die Kirchhofmauern wurden eingerissen. Das Innere der Kirche wurde 1961 durch den Architekten Eduard Krüger umgestaltet und mit einem hölzernen Tonnengewölbe versehen.
1961 wurde der Innenraum durch Dr. Eduard Krüger vollständig umgestaltet.:17

## Ausstattung

### Wandgemälde (1470)
Ein mittelalterliches Wandgemälde hat sich an der Ostwand erhalten und zeigt Christus auf dem Weg zur Kreuzigung. Die anderen Wandgemälde waren einer Restaurierung des Langhauses im Jahre 1844 zum Opfer gefallen, als die Wände unbeschadet der alten Wandgemälde verputzt wurden. Das Gemälde konnte der Aktion entgehen, weil es bereits 1688 übertüncht worden war. Es wurde 1854 durch Pfarrer Heinrich Merz wiederentdeckt, der es durch den Maler Eberlein aus Stuttgart (Nürnberg) restaurieren ließ.:6

### Glasmalereien
Zehn Glasbilder wurden 1900 im südlichen Chorfenster zusammengestellt. Die zehn mittelalterlichen Glasmalereien aus der Zeit um 1340–50 bilden zwei stilistische Gruppen, die ursprünglich zu zwei verschiedenen Fenstern gehörten.
Die erste Gruppe umfasst acht Figuren, die auf blauem, in Rankenmustern damasziertem Grund in gelb getönten hochgotischen Arkaden stehen und seitlich von blauroten Bändern mit Lilienmustern eingefasst sind. Es handelt sich um sechs Figuren von Tugenden, die siegreich das Laster niedertreten, je durch ein Spruchband mit Namen bezeichnet, sowie die Hl. Dorothea und Margareta.
Die zweite Gruppe umfasst zwei Bilder: Die Hl. Katharina vor den Gelehrten von Alexandria und das Fegefeuer, beide in Medaillons auf gewürfeltem Grund.

### Altäre
Im Chor der Kirche befindet sich der ursprüngliche Altar, ein Importstück aus den Niederlanden. Der Schrein und die Skulpturen entstanden um 1449 in Löwen in der Werkstatt des Willem Ards, die Gemälde der Flügel vor 1450–51 in Löwen.
Im Sakralbau waren ursprünglich drei Altäre aus dem 14. Jahrhundert vorhanden, so der Marienaltar, der Erhardsaltar und der Johannisaltar, schließlich ein Annenaltar, vermutlich aus dem 15. Jahrhundert, die nicht erhalten sind.

### Ölbergszene (1470)

Ölbergszene

Die Ölbergszene befand sich einst an der Südwand der Sakristei, draußen vor der Kirche. 1843 sollte diese restlos entfernt werden, der Mesner konnte jedoch zuvor die Figuren – Johannes, Jakobus und Petrus sowie Jesus – in Sicherheit bringen. Sie wurden nach einer Restaurierung in der Kirche aufgestellt. 1898 wurden die Figuren durch den Maler Haffner gereinigt, die Farben wurden verbessert. Gottfried Schmidt malte „Jerusalem“ auf den Hintergrund. 1906 wurden der Himmel und die Kriegsknechte erneut durch Schmidt bemalt.:8f

### Heiliges Grab (1470)
Mittelpunkt der Szene bildet der Leichnam Christi auf einer Tumba aus Stein, flankiert von den Grabwächtern bestehend aus den Figuren von Joseph und Nikodemus. An der Vorderwand der Tumba befinden sich zwei Kriegerfiguren. Im Hintergrund vier Figuren, Johannes, Maria, Maria Magdalena und eine dritte weibliche Figur.:10f

### Kanzeln (1694/1695 u. 1898)
Die Kirche hatte ursprünglich eine alte Barockkanzel von 1694/1695, die 1898 durch die neugotische „Dolmetsch-Kanzel“ ersetzt wurde. Diese wurde von Georg Rößler aus Untermünkheim und Georg Lehnert von Gelbingen nach dem Entwurf von Dolmetsch geschaffen. 1961 wurde die neogotische Kanzel wieder durch die alte Barockkanzel, die zwischenzeitlich ausgelagert worden war, eingetauscht.:16f

### Wandtabernakel (1420)

Statuette der hl. Katharina und Wandtabernakel.

Das mittelalterliche Wandtabernakel ist 252 cm hoch und 100 cm breit und ist stilistisch mit dem Wandtabernakel in St. Urban verwandt. Im Wimperg wird vollplastisch ein Engel dargestellt, der das Schweißtuch Veronikas hält.:17f

### Taufstein (1450) und Taufdeckel (1694)
Der Taufstein ist dreizehneckig. Die Seiten sind als gotische Fenster mit Kielbogen und Kreuzblume ausgearbeitet. 1688 wurden Brustbilder von Jesus und den zwölf Jüngern aufgemalt.:12f:48